# Tricentra aurata
Tricentra aurata är en fjärilsart som beskrevs av W. Warren 1906. Tricentra aurata ingår i släktet Tricentra och familjen mätare. Inga underarter finns listade i Catalogue of Life.